# Kieran O'Brien
Kieran O'Brien (1973, Rochdale, Lancashire) é um ator inglês.
O'Brien, que cresceu nas proximidades de Royton, começou a atuar muito jovem e foi a estrela de uma série de televisão chamada Gruey quando tinha 15 anos. Ele também participou em outras séries. Em 1993, ele desempenhou o papel de Craig Lee em dois programas de TV, Coronation Street e Children's Ward. Em 1993, ele também atuou na série policial chamada Cracker.
Em 1999, O'Brien apareceu em seu primeiro longa-metragem, Virtual Sexuality. Em 2002 ele participou de 24 Hour Party People.
Em 2001, ele interpretou o soldado Allen Vest na aclamada série da HBO Band of Brothers, onde ele desempenhou um papel proeminente no episódio 'The Last Patrol'.
Em 2005, atuou no polêmico filme 9 Canções, onde dividiu cenas de sexo explícito com Margo Stilley.